# Промысловая охота
Промысловая охота производится для добычи мяса, жира, меха, кож, костей, рогов, пуха, пера и прочих продуктов животного происхождения. Её целью может быть также уничтожение опасных, вредных либо чрезмерно расплодившихся животных. До сих пор распространена в азиатской половине России: на Урале, в Сибири и на Дальнем Востоке.